# Gimli (circonscription électorale)
Circonscription électorale provinciale du Canada
Pour les articles homonymes, voir Gimli.
Gimli est une ancienne circonscription électorale provinciale du Manitoba (Canada).

## Liste des députés
| Gimli | Gimli                  | Gimli                     | Gimli       | Gimli       | Gimli |
| Nom   | Nom                    | Parti                     | Mandat      | Législature |       |
| ----- | ---------------------- | ------------------------- | ----------- | ----------- | ----- |
|       | Baldwin Baldwinson     | Conservateur              | 1899 - 1903 | 10e         |       |
|       | Baldwin Baldwinson     | Conservateur              | 1903 - 1907 | 11e         |       |
|       | Sigtryggur Jonasson    | Libéral                   | 1907 - 1910 | 12e         |       |
|       | Baldwin Baldwinson (2) | Conservateur              | 1910 - 1913 | 13e         |       |
|       | Edmund L. Taylor       | Conservateur              | 1913 - 1914 | 13e         |       |
|       | Sveinn Thorvaldson     | Conservateur              | 1914 - 1915 | 14e         |       |
|       | Taras Ferley           | Libéral                   | 1915 - 1920 | 15e         |       |
|       | Gudmundur Fjelsted     | United Farmers            | 1920 - 1922 | 16e         |       |
|       | Michael Rojeski        | Libéral                   | 1922 - 1927 | 17e         |       |
|       | Ingimar Ingaldson      | Progressiste              | 1927 - 1932 | 18e         |       |
|       | Einar Jonasson         | Libéral-progressiste      | 1932 - 1935 | 19e         |       |
|       | Joseph Wawrykow        | CCF                       | 1936 - 1941 | 20e         |       |
|       | Joseph Wawrykow        | CCF                       | 1941 - 1945 | 21e         |       |
|       | Steinn O. Thompson     | Libéral-progressiste      | 1945 - 1949 | 22e         |       |
|       | Steinn O. Thompson     | Libéral-progressiste      | 1949 - 1953 | 23e         |       |
|       | Steinn O. Thompson     | Libéral-progressiste      | 1953 - 1958 | 24e         |       |
|       | George Johnson         | Progressiste-conservateur | 1958 - 1959 | 25e         |       |
|       | George Johnson         | Progressiste-conservateur | 1959 - 1962 | 26e         |       |
|       | George Johnson         | Progressiste-conservateur | 1962 - 1966 | 27e         |       |
|       | George Johnson         | Progressiste-conservateur | 1966 - 1969 | 28e         |       |
|       | John Gottfried         | Néo-démocrate             | 1969 - 1973 | 29e         |       |
|       | John Gottfried         | Néo-démocrate             | 1973 - 1977 | 30e         |       |
|       | Keith Cosens           | Progressiste-conservateur | 1977 - 1981 | 31e         |       |
|       | John Bucklaschuk       | Néo-démocrate             | 1981 - 1986 | 32e         |       |
|       | John Bucklaschuk       | Néo-démocrate             | 1986 - 1988 | 33e         |       |
|       | Ed Helwer              | Progressiste-conservateur | 1988 - 1990 | 34e         |       |
|       | Ed Helwer              | Progressiste-conservateur | 1990 - 1995 | 35e         |       |
|       | Ed Helwer              | Progressiste-conservateur | 1995 - 1999 | 36e         |       |
|       | Ed Helwer              | Progressiste-conservateur | 1999 - 2003 | 37e         |       |
|       | Peter Bjornson         | NPD                       | 2003 - 2007 | 38e         |       |
|       | Peter Bjornson         | NPD                       | 2007 - 2011 | 39e         |       |
|       | Peter Bjornson         | NPD                       | 2011 - 2016 | 40e         |       |
|       | Jeff Wharton           | Progressiste-conservateur | 2016 - 2019 | 41e         |       |